# サバイバル・ソルジャー
『サバイバル・ソルジャー』（原題：WELCOME TO THE JUNGLE）は、アメリカ合衆国のアクション・コメディ映画。

## あらすじ
デザイン会社に勤めるクリスは真面目だが気が弱く、同僚のフィルにはアイディアを横取りされ、想いを寄せるリサにも告白できずにいた。そんな時、クリスら社員たちは社長のクロフォードの命令により、元軍人でチームワーク・インストラクターのストームと共に、無人島へ研修旅行に行くことになる。
だが研修3日目の朝、飛行機の操縦士が病死したうえ、ストームが野生のトラに襲われて行方不明になってしまう。また、無線も壊れて外部との連絡が取れず、社員たちはパニックになる。ボーイスカウトの経験を持つクリスがリーダーとなるが、これを面白く思わないフィルが勝手な行動を取り始める。

## キャスト
※括弧内は日本語吹き替え
- クリス - アダム・ブロディ（新垣樽助）
- ストーム・ロスチャイルド - ジャン＝クロード・ヴァン・ダム（大塚芳忠）
- フィル - ロブ・ヒューベル（土田大）
- ブレンダ - クリステン・シャール（神代知衣）
- リサ - メーガン・ブーン（植竹香菜）
- クロフォード - デニス・ヘイスバート（西村太佑）
- ジャレッド - エリック・エデルスタイン
- トロイ - アーロン・タカハシ
- アシュリー - ビアンカ・ブリー（優希知冴）